# Krout-Gletscher
Der Krout-Gletscher ist ein 6,5 km langer Gletscher in der antarktischen Ross Dependency. Im Königin-Maud-Gebirge fließt er von den Nordhängen der Prince Olav Mountains zwischen Mount Sellery und Mount Smithson zum Gough-Gletscher, den er unmittelbar östlich des Mount Dodge erreicht.
Das Advisory Committee on Antarctic Names benannte ihn 1966 nach Walter L. Krout, Transportoffizier bei der United States Navy im Rahmen der Operation Deep Freeze im Jahr 1964.